# Lijst van burgemeesters van Nieuwveen
Dit is een lijst van burgemeesters van de voormalige Nederlandse gemeente Nieuwveen tot die gemeente op 1 januari 1991 samen met Zevenhoven opging in de nieuwe gemeente Liemeer (tot 1994 nog officieel 'gemeente Nieuwveen').
| Ambtsperiode                                          | Naam burgemeester                    | Partij of stroming | Bijzonderheden |
| ----------------------------------------------------- | ------------------------------------ | ------------------ | --- |
| 1811                                                  | Cornelis Clant                       |                    | maire |
| 1811 - 1821                                           | Jean Ange Ambrogio                   |                    | eerst maire/president van het gemeentebestuur/schout; tevens maire/schout/burgemeester van Zevenhoven                    |
| 1821 - 1847                                           | Petrus (P.) van der Min              |                    | schout 1817-1825, tevens burgemeester van Zevenhoven                                                                     |
| 1847 - 1851                                           | Willem Cornelis Antoni Vaupel Kleijn |                    | tevens burgemeester van Zevenhoven, eerder burgemeester van Everdingen en Schipluiden, later van Poortugaal en Hoogvliet |
| 1851 - 1892                                           | Samuel van Driel                     |                    | tevens burgemeester van Zevenhoven                                                                                       |
| 1892 - 1927                                           | François Marie Baud                  |                    | tevens burgemeester van Zevenhoven, eerder burgemeester van Leimuiden                                                    |
| 1927 - 1936                                           | Jan Willem Geesink                   | ARP                | |
| 1936 - 1956                                           | Johannes Arnoldus Bakhuizen          |                    | tevens burgemeester van Leimuiden en Rijnsaterwoude (beide al vanaf 1922)                                                |
| 1956 - 1966                                           | Bauke Kammenga                       |                    | tevens burgemeester van Leimuiden en Rijnsaterwoude                                                                      |
| 1966 - 1976                                           | Herman Lodewijk Breen                | CHU                | tevens burgemeester van Leimuiden en Rijnsaterwoude, eerder burgemeester van Kamerik en Zegveld.                         |
| 1976 - 1985                                           | Gerard (G.J.) van der Kroft          | KVP / CDA          | tevens burgemeester van Leimuiden en Rijnsaterwoude, later burgemeester van Lisse                                        |
| 1985 - 1991                                           | Maarten (M.J.J.M.) Boelen            | VVD                | tevens burgemeester van Leimuiden en Rijnsaterwoude, later burgemeester van Rijneveld/Rijnwoude                          |
| Fusiegemeente Nieuwveen vanaf 1994 'gemeente Liemeer' |                                      |                    | |
| 1991 - 1993                                           | Jos (J.G.) Huigsloot                 | CDA                | eerder burgemeester van Zevenhoven                                                                                       |
| 1993 - (2007)                                         | Klaas (N.C.) Barendregt              | CDA                | |